# Ostrocerca complexa
Ostrocerca complexa is een steenvlieg uit de familie beeksteenvliegen (Nemouridae). De wetenschappelijke naam van de soort is voor het eerst geldig gepubliceerd in 1937 door Claassen.